# Álvaro Ramos (futbolista)
Álvaro Sebastián Ramos Sepúlveda (Iquique, 14 de abril de 1992) es un futbolista chileno que se desempeña como delantero y actualmente milita en Deportes Iquique de la Primera División de Chile.
Es el goleador histórico de Deportes Iquique con 95 goles, además en 2010, jugando por los dragones, fue elegido el Mejor jugador joven del fútbol chileno, confirmando por aquellos años su condición de promesa del fútbol chileno.

## Trayectoria
Se inició en las divisiones inferiores de Deportes Iquique, por aquel entonces Municipal Iquique, donde a los dieciséis años saltaría al primer equipo debutando en el Clausura 2008 de la Primera B de Chile, siendo parte del ascenso de su club a la Primera División donde solo permanecerían un año jugando trece partidos.
En el regreso a la segunda categoría del fútbol chileno tomaría mayor protagonismo anotando su primer gol en el clásico frente a San Marcos de Arica para luego ser parte importante de la obtención del título de aquel año y la Copa Chile 2010 que le daría la opción de jugar la Copa Sudamericana 2011. Tras ser la figura de los norteños en los siguientes torneos para el Clausura 2012 sería tentado por la Universidad de Chile y Universidad Católica, fichando por católica.
Debutaría con la camiseta cruzada frente a Santiago Wanderers el 14 de julio de 2012, pero su primer gol sería ante Blooming de Bolivia en la Copa Sudamericana 2012. Con los universitarios no tendría el rendimiento esperado, no llegando a ser titular indiscutido frente a otras figuras en delantera como Nicolás Castillo o Ismael Sosa, pese a esto, se mantendría en San Carlos por tres años donde obtendría tres subcampeonatos de Primera División y uno de Copa Chile, además de jugar tres Copa Sudamericana.
Ya a mediados de 2015 a pedido de Emiliano Astorga parte a Santiago Wanderers en calidad de préstamo por un año.
El 12 de mayo de 2024 anotó su gol número 85 con la camiseta de Deportes Iquique en el triunfo por 2-1 ante Ñublense, con lo cual superó el registro de Manuel Villalobos y se convirtió en el máximo anotador en la historia del equipo.

## Selección nacional
Ha sido internacional con la Selección de fútbol sub-17 de Chile con la que disputó el Campeonato Sudamericano Sub-17 de 2009 realizado en Iquique, donde su selección no logró pasar la primera fase. Luego sería parte de la Selección de fútbol sub-20 de Chile para participar en el Campeonato Sudamericano Sub-20 de 2011 donde no lograría clasificar al mundial de la categoría.

### China Cup 2017
Tras sus buenas actuaciones en Deportes Iquique de la Primera División de Chile, Juan Antonio Pizzi lo nominó en diciembre de 2016 para la China Cup 2017.
Su debut en la selección adulta fue el 11 de enero de 2017 en el empate 1-1 ante Croacia, ingresando al minuto 70 por José Pedro Fuenzalida, una vez terminado el partido se fueron a lanzamientos penales, donde La Roja fue más y ganó por 4-1, Ramos fue el encargado de ejecutar el cuarto y último penal que cerró la clasificación de Chile a la final.
Jugo 1 partido en la China Cup 2017 y formó parte del plantel que se consagró campeón en China.

### Participaciones en la China Cup
| Copa           | Sede  | Resultado | Partidos | Goles |
| -------------- | ----- | --------- | -------- | ----- |
| China Cup 2017 | China | Campeón   | 1        | 0     |

### Partidos internacionales
| \| N.º \| Fecha \| Estadio \| Local \| Resultado \| Visitante \| Goles \| Competición \| \| ----- \| ------------------- \| ------------------------------------- \| ---------- \| --------- \| --------- \| ----- \| -------------- \| \| 1 \| 11 de enero de 2017 \| Guangxi Sports Center, Nanning, China \| Chile \| 1-1 4-1p \| Croacia \| \| China Cup 2017 \| \| Total \| \| \| Presencias \| 1 \| \| Goles \| 0 \| |                     |                                       |            |           |           |       |                |
| N.º | Fecha               | Estadio                               | Local      | Resultado | Visitante | Goles | Competición    |
| 1 | 11 de enero de 2017 | Guangxi Sports Center, Nanning, China | Chile      | 1-1 4-1p  | Croacia   |       | China Cup 2017 |
| Total |                     |                                       | Presencias | 1         |           | Goles | 0              |

## Estadísticas

### Clubes
| Club | Div.          | Temporada     | Liga  | Liga  | Liga   | Copas nacionales(1) | Copas nacionales(1) | Copas nacionales(1) | Torneos internacionales(2) | Torneos internacionales(2) | Torneos internacionales(2) | Total(3) | Total(3) | Total(3) |
| Club | Div.          | Temporada     | Part. | Goles | Asist. | Part.               | Goles               | Asist.              | Part.                      | Goles                      | Asist.                     | Part.    | Goles    | Asist.   |
| --- | ------------- | ------------- | ----- | ----- | ------ | ------------------- | ------------------- | ------------------- | -------------------------- | -------------------------- | -------------------------- | -------- | -------- | -------- |
| Deportes Iquique · Chile | 2ª            | 2008          | 2     | 0     | 0      | —                   | —                   | —                   | —                          | —                          | —                          | 2        | 0        | 0        |
| Deportes Iquique · Chile | 1ª            | 2009          | 13    | 0     | 0      | —                   | —                   | —                   | —                          | —                          | —                          | 13       | 0        | 0        |
| Deportes Iquique · Chile | 2ª            | 2010          | 19    | 8     | 3      | 6                   | 3                   | 1                   | —                          | —                          | —                          | 25       | 11       | 4        |
| Deportes Iquique · Chile | 1ª            | 2011          | 28    | 9     | 5      | 8                   | 2                   | 1                   | 2                          | 0                          | 0                          | 38       | 11       | 6        |
| Deportes Iquique · Chile | 1ª            | 2012          | 19    | 6     | 4      | —                   | —                   | —                   | —                          | —                          | —                          | 19       | 6        | 4        |
| Universidad Católica · Chile | 1ª            | 2012          | 15    | 1     | 1      | 5                   | 0                   | 0                   | 6                          | 2                          | 1                          | 26       | 3        | 2        |
| Universidad Católica · Chile | 1ª            | 2013          | 5     | 0     | 1      | 3                   | 2                   | 1                   | —                          | —                          | —                          | 8        | 2        | 2        |
| Universidad Católica · Chile | 1ª            | 2013-14       | 28    | 7     | 6      | 10                  | 4                   | 3                   | 3                          | 0                          | 0                          | 41       | 11       | 9        |
| Universidad Católica · Chile | 1ª            | 2014-15       | 25    | 3     | 3      | 2                   | 1                   | 0                   | 2                          | 0                          | 0                          | 29       | 4        | 3        |
| Universidad Católica · Chile | Total club    | Total club    | 73    | 11    | 11     | 20                  | 7                   | 4                   | 11                         | 2                          | 1                          | 104      | 20       | 16       |
| Santiago Wanderers · Chile | 1ª            | 2014-15       | 14    | 5     | 0      | 6                   | 0                   | 0                   | 2                          | 0                          | 0                          | 22       | 5        | 0        |
| Santiago Wanderers · Chile | 1ª            | 2015-16       | 18    | 3     | 2      | —                   | —                   | —                   | —                          | —                          | —                          | 18       | 3        | 2        |
| Santiago Wanderers · Chile | Total club    | Total club    | 32    | 8     | 2      | 6                   | 0                   | 0                   | 2                          | 0                          | 0                          | 40       | 8        | 2        |
| Deportes Iquique · Chile | 1ª            | 2016-17       | 29    | 12    | 5      | 4                   | 1                   | 1                   | 6                          | 1                          | 1                          | 39       | 14       | 7        |
| Club León · México | 1ª            | 2017-18       | 20    | 1     | 2      | 10                  | 2                   | 2                   | —                          | —                          | —                          | 30       | 3        | 4        |
| Club León · México | Total club    | Total club    | 20    | 1     | 2      | 10                  | 2                   | 2                   | 0                          | 0                          | 0                          | 30       | 3        | 4        |
| Everton · Chile | 1ª            | 2018          | 12    | 1     | 0      | —                   | —                   | —                   | —                          | —                          | —                          | 12       | 1        | 0        |
| Everton · Chile | 1ª            | 2019          | 22    | 5     | 1      | 4                   | 0                   | 0                   | —                          | —                          | —                          | 26       | 5        | 1        |
| Everton · Chile | Total club    | Total club    | 34    | 6     | 1      | 4                   | 0                   | 0                   | 0                          | 0                          | 0                          | 38       | 6        | 1        |
| Deportes Iquique · Chile | 1ª            | 2020          | 24    | 7     | 2      | —                   | —                   | —                   | —                          | —                          | —                          | 24       | 7        | 2        |
| Deportes Iquique · Chile | 2ª            | 2021          | 26    | 10    | 7      | 2                   | 1                   | 1                   | —                          | —                          | —                          | 28       | 11       | 8        |
| Coquimbo Unido · Chile | 1ª            | 2022          | 10    | 0     | 3      | 1                   | 0                   | 0                   | —                          | —                          | —                          | 11       | 0        | 3        |
| Coquimbo Unido · Chile | Total club    | Total club    | 10    | 0     | 3      | 1                   | 0                   | 0                   | 0                          | 0                          | 0                          | 11       | 0        | 3        |
| Deportes Iquique · Chile | 2ª            | 2022          | 14    | 3     | 1      | —                   | —                   | —                   | —                          | —                          | —                          | 14       | 3        | 1        |
| Deportes Iquique · Chile | 2ª            | 2023          | 34    | 18    | 4      | 1                   | 1                   | 1                   | —                          | —                          | —                          | 35       | 19       | 5        |
| Deportes Iquique · Chile | 1.ª           | 2024          | 25    | 5     | 1      | 3                   | 0                   | 0                   | —                          | —                          | —                          | 28       | 5        | 1        |
| Deportes Iquique · Chile | 1.ª           | 2025          | 15    | 4     | 0      | 6                   | 3                   | 0                   | 9                          | 2                          | 0                          | 30       | 9        | 0        |
| Deportes Iquique · Chile | Total club    | Total club    | 248   | 82    | 32     | 30                  | 11                  | 5                   | 17                         | 3                          | 1                          | 295      | 96       | 38       |
| Total carrera | Total carrera | Total carrera | 417   | 108   | 51     | 71                  | 20                  | 11                  | 30                         | 5                          | 2                          | 518      | 133      | 64       |
| (1) Incluye datos de Copa Chile. (2) Incluye datos de Copa Libertadores y Copa Sudamericana. (3) No incluye goles en partidos amistosos. |               |               |       |       |        |                     |                     |                     |                            |                            |                            |          |          |          |

### Tripletes
Partidos en los que anotó tres o más goles:
 Actualizado al último hat-trick convertido el 21 de abril de 2019.
| Partidos en los que anotó tres o más goles | Partidos en los que anotó tres o más goles | Partidos en los que anotó tres o más goles | Partidos en los que anotó tres o más goles | Partidos en los que anotó tres o más goles | Partidos en los que anotó tres o más goles | Partidos en los que anotó tres o más goles |
| N.º                                        | Fecha                                      | Estadio                                    | Partido                                    | Goles                                      | Resultado                                  | Competición                                |
| ------------------------------------------ | ------------------------------------------ | ------------------------------------------ | ------------------------------------------ | ------------------------------------------ | ------------------------------------------ | ------------------------------------------ |
| 1                                          | 17 de febrero de 2017                      | Estadio Municipal de Cavancha, Iquique     | Deportes Iquique - Cobresal                |                                            | 3 - 1                                      | Torneo Clausura 2017                       |
| 2                                          | 21 de abril de 2019                        | Estadio Santa Laura, Santiago              | Unión Española - Everton                   |                                            | 0 - 4                                      | Primera División de Chile 2019             |

## Palmarés

### Títulos nacionales
| Título     | Equipo           | País  | Año  |
| ---------- | ---------------- | ----- | ---- |
| Primera B  | Deportes Iquique | Chile | 2010 |
| Copa Chile | Deportes Iquique | Chile | 2010 |

### Distinciones individuales
| Distinción                             | Año  |
| -------------------------------------- | ---- |
| Mejor Jugador Joven del Fútbol Chileno | 2010 |